# Légrád
Légrád vagy Legrád (horvátul Legrad) falu és község (járás) Horvátországban, Kapronca-Kőrös megyében.

## Nevének eredete
Eredeti magyar neve Lő volt, melyet a betelepülő horvátok a szláv grád (= vár) utótaggal egészítettek ki. Neve a magyar lő igéből származik és az egykori gyepűrendszerrel függ össze.

## A község (járás) települései
Antolovec, Kutnjak, Légrád (Legrad), Mali Otok, Selnica Podravska, Veliki Otok és Zablatje falvak tartoznak a községhez (járáshoz).

## Fekvése
Kaproncától 15 km-re északra, a Dráva és Mura folyók összefolyásánál, a Mura torkolatával szemben fekszik.

## Története

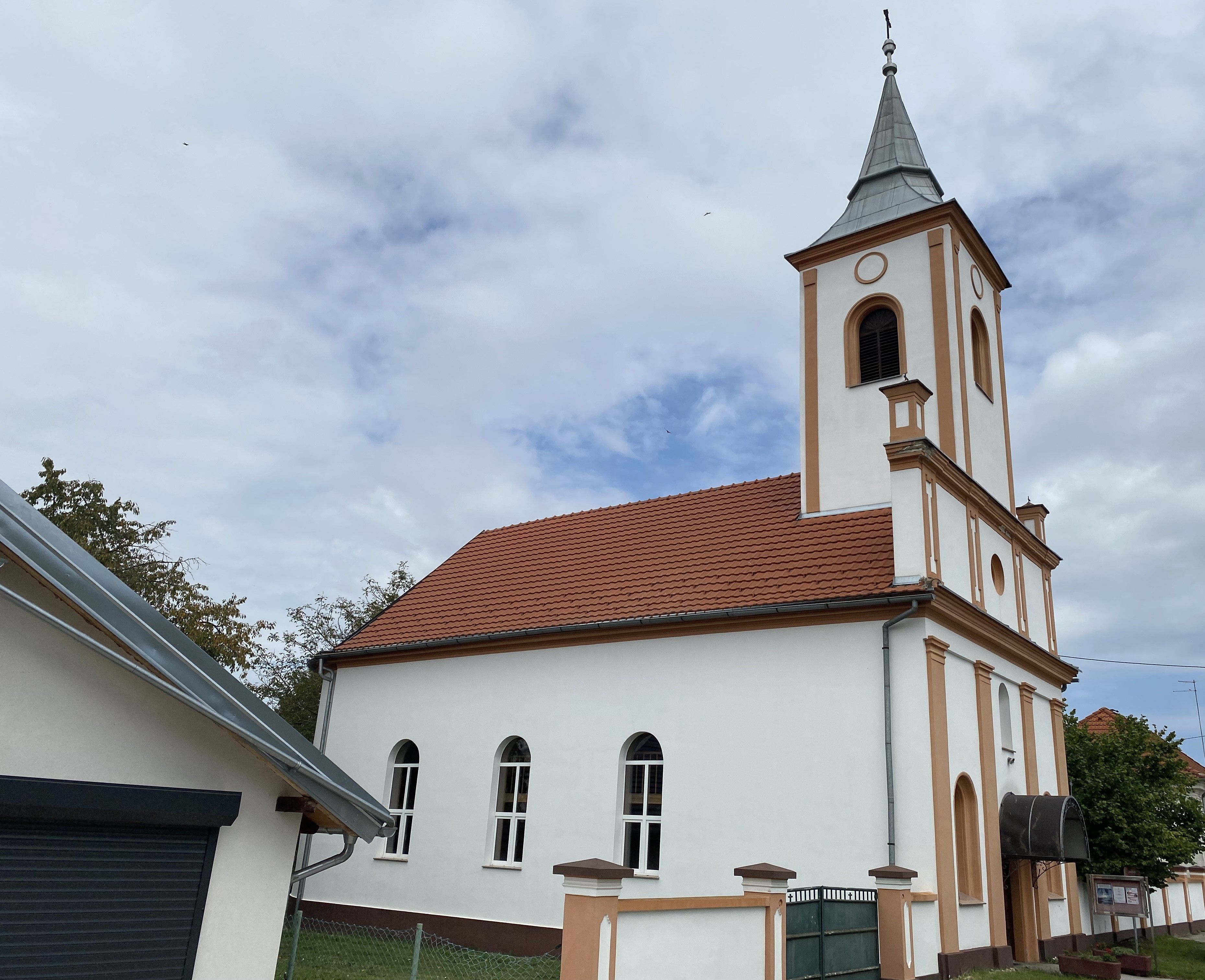
Evangélikus templom a Petőfi Sándor utcában

A települést a honfoglalás után gyepűvédő íjászok lakták. Később délről horvát lakosság települt be, 1384-ben szerepel mai nevén először. Vára a középkorban épült. Csáktornyával együtt a 13. században a Csákok birtoka, majd a Németújvári grófoké. I. Lajos magyar király 1350-ben Lackfi István erdélyi vajdának adta, de Luxemburgi Zsigmond elvette tőlük és híveinek a Széchyeknek adományozta. 1405-ben a Cilleiek birtoka lett, majd a család kihalása után 1456-ban királyi birtok. Hunyadi Mátyás az Ernuszt családnak adta, de tőlük 1541-ben Keglevich Péter elfoglalta. 1546-ban Zrínyi Miklós horvát bán kapta meg I. Ferdinándtól, ezután a 16–17. században a Zrínyiek birtoka. A vár mint a muraközi védelmi rendszer legkeletibb pontja fontos szerepet játszott abban, hogy a török a Muraközbe és Stájerországba ne tudjon betörni. Megerősítéséhez, mely 1567-től 1572-ig tartott a király és a stájer rendek is jelentős összeggel járultak hozzá. A török először 1540-ben ostromolta, majd 1577-ben el is foglalta. 1579-ben rövid időre visszafoglalták. A várat, mely a Mura és Dráva összefolyásánál feküdt az árvizek gyakran elöntötték, mely alkalmakkor súlyos károkat szenvedett. Az 1661-es esztendőben a légrádi vár falai annyira alámosódtak, hogy a helyőrséget ki kellett belőle telepíteni. Ekkor határozta el Zrínyi, hogy Légrád helyett távolabb a Mura mellett új várat épít, melyet Új-Zrínyivárnak nevezett el.
Légrád 1691-ben Zrínyi Ádám halálával a királyra szállt. 1695-től 1702-ig a Muraközzel együtt Marchio de Prye birtokolta, majd újra a királyi kamaráé. 1716 és 1719 között Csikulin János zálogbirtoka. 1720-ban III. Károly Althan Mihály grófnak adományozta. Az Althanok 1791-ben gróf Festetich Györgynek adták el, akik később is megtartották.
1704-ben csata zajlott itt a kurucok és a császáriak között, mely során a császári vezér is elesett. A település a 17. században még a Dráva bal partján feküdt, de egy árvíz során a folyó medre annyira megváltozott, hogy 1710-re már a jobb oldalra került. Az egykor hozzá tartozó Szentmihály-hegy és a Légrádi-hegy, melyek a bal parton maradtak, ma Magyarországhoz tartoznak. Légrádnak már a 17. században volt egy fatemploma, majd 1769-ben új templom építésébe kezdtek, mely 14 évig tartott. Később, 1841-ben felépült az evangélikus templom is. 1848. szeptember 11-én itt kelt át Jellasics bán főserege a Dráván. Lásd még: A Dráva-vonal védelme (1848).
A mezőgazdaság mindig fontos szerepet töltött be a falu életében, emellett a halászat, az aranymosás, a kosárfonás és a molnár mesterség volt még jövedelmező. Légrád híres volt az éves vásárairól is, ahol a vidék mezőgazdasági termékeit értékesítették és lóvásár is volt. Ősi mesterség volt az aranymosás, mely különösen a Dráva magas vízállásai után jelentett nagy hasznot az itt élőknek. Légrád több intézmény és egyesület székhelye is volt. Volt itt múzeum, könyvtár, fúvós zenekar, polgári klub, posta takarékpénztár és gyógyszertár is. A település a 20. század elején már saját orvosi ellátással is rendelkezett. Légrádon története során két egyházi iskola is működött, egy római katolikus és egy evangélikus. A mai iskola 1891-ben épült fel, majd 1907-ben az evangélikusok is felépítették új iskolájukat, mely az evangélikus templom közelében áll.
1910-ben 2896 lakosából 1903 horvát és 940 magyar volt. Légrád 1918-ig nagy kereskedelmi céhes központnak számított, ekkoriban sokkal nagyobb és fejlettebb volt a mai megyeszékhelynél, a 15 km-rel távolabb lévő Kaproncánál. A trianoni békeszerződésig Zala vármegye Nagykanizsai járásához tartozott. A nagykanizsai járás egyetlen, Horvátországhoz csatolt települése. Miután az új határ északról elvágta a települést Magyarországtól és közvetlenül az országhatár mellé került gazdasági fejlődése visszaesett, a kereskedelmi forgalom gyengült és a lakosság egyre inkább a mezőgazdaságból származó jövedelmekre volt utalva. 1921-ben Légrádnak 2922 lakosa volt.

## Népesség
2001-ben a községnek a hozzá tartozó településekkel együtt 2764 lakosából 2705 fő horvát és 20 magyar volt, magának Légrád falunak 1218 lakosa volt.
2011-ben a községnek (járásnak) 2241 lakosa volt, Légrád falunak pedig 956.

## Sport
- Futballcsapata az NK Graničar Legrad.

## Nevezetességei
- A Szentháromság tiszteletére szentelt plébániatemploma[3] 1769 és 1783 között épült barokk stílusban. Egyhajós épület, lekerekített szentéllyel, mellette az emeletes sekrestye és a szószék található. A klasszicista főoltár 1870-ben készült, a másik öt barokk oltár pedig 1757 és 1788 között épült. A falfestmények a 18. század végén vagy a 19. század legelején készültek, és a késő barokk-klasszicista stílusúak. Jellegzetességeik a tiroli illuzionista iskolához tartoznak. Az ólomüveg ablakokat 1910 körül készítették.Szentháromság plébániatemplom

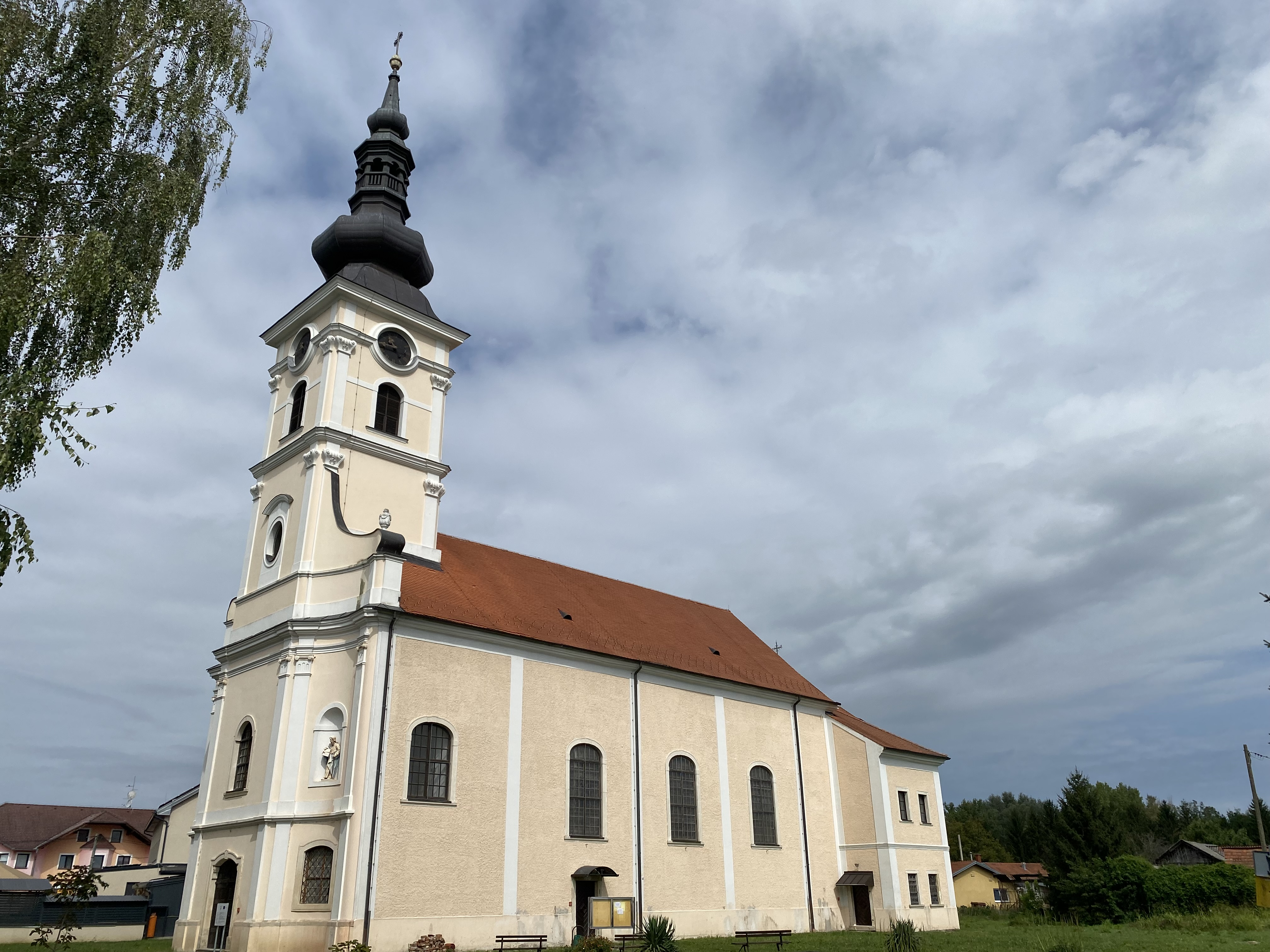
Szentháromság plébániatemplom

- Evangélikus templomát[4] 1841-ben építették. A templom és a plébánia épületkomplexuma a horvátországi evangélikus (lutheránus) építészeti örökség reprezentatív példája a 19. század végéről és a 20. század elejéről. A templom a híres eszéki építész, Ivan (Hans) Domes 1905-ben készített tervei alapján épült, az eszéki neogótikus építészet értékes példája. A plébániaház egy földszinti L alaprajzú épület, amelyet neobarokk stílusban építettek 1885-ben.
- Az evangélikus iskola épülete 1907-ben épült.
- A főteret alkotó parkban egy öt darabból álló, régi fűrészgép kiállítás látható, melyek az ország legszebbjei közé tartoznak.
- A Szent Flórián-oszlop[5] 18. századi háromrészes barokk kompozíciója a település nyugati részén található parkban áll. Központi része a Szent Flórián-szobor, mely egy négyszög keresztmetszetű bordázott oszlopra van helyezve. Két oldalán Nepomuki Szent János és Páduai Szent Antal szobrai külön bázisokon állnak.
- A vendéglő barokk épülete a 18. századból.
- A temetőben álló Fájdalmas Szűzanya-templom[6] épület, lekerekített szentéllyel, amelynek szélessége megegyezik a hajóval. Harangtornya a főhomlokzattal egybeépítve áll, 1840-ben épült és 1924-ben újították meg. A templom kelet-nyugati tájolású, főhomlokzata a keleti oldalon található. Késő barokk - klasszicista stílusú. A hajó csehsüvegboltozatos, míg a szentély felett kupola található. A templom harmonikus külső formáját a keleti főhomlokzat előtti harangtorony uralja, amelynek földszintjén kis előcsarnok van kialakítva.
- Šoderica-tó.

## Híres emberek
- Itt élt Berke Péter író.

## Galéria

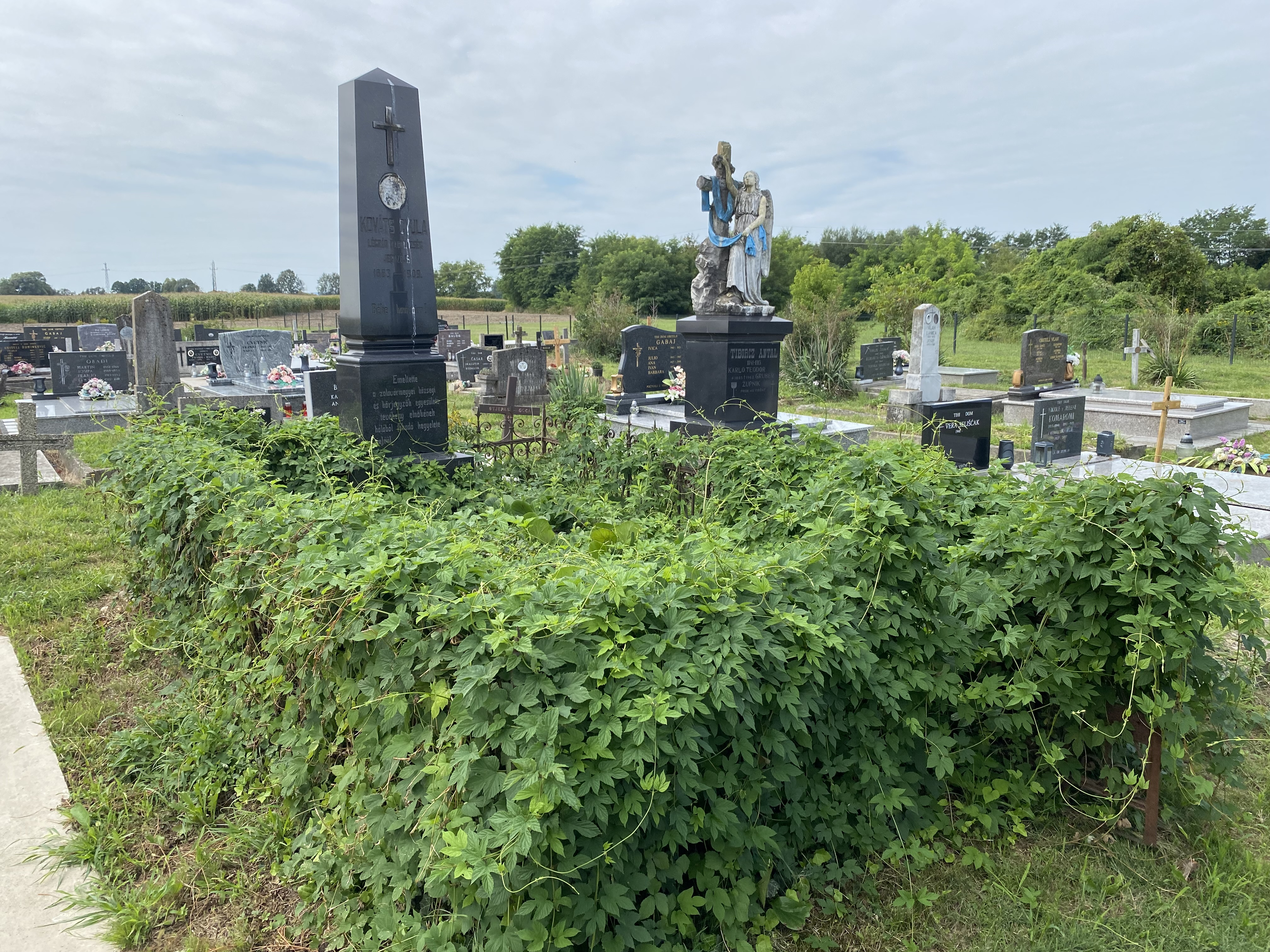
Kováts Gyula (Légrád jegyzője, valamint a Zala vármegyei jegyzők és körjegyzők egyesületének elnöke) sírja a légrádi köztemetőben
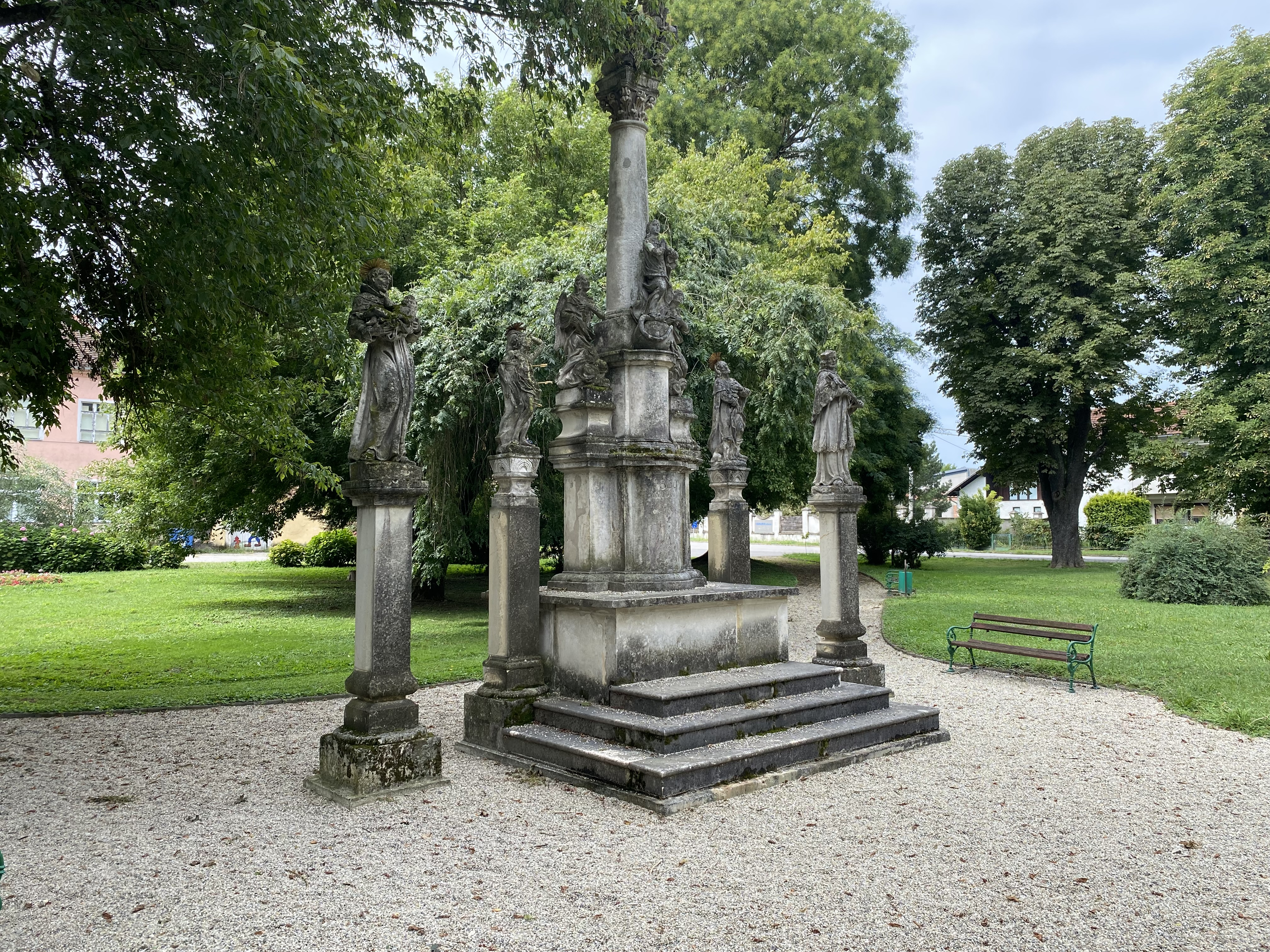
Szent Flórián oszlop
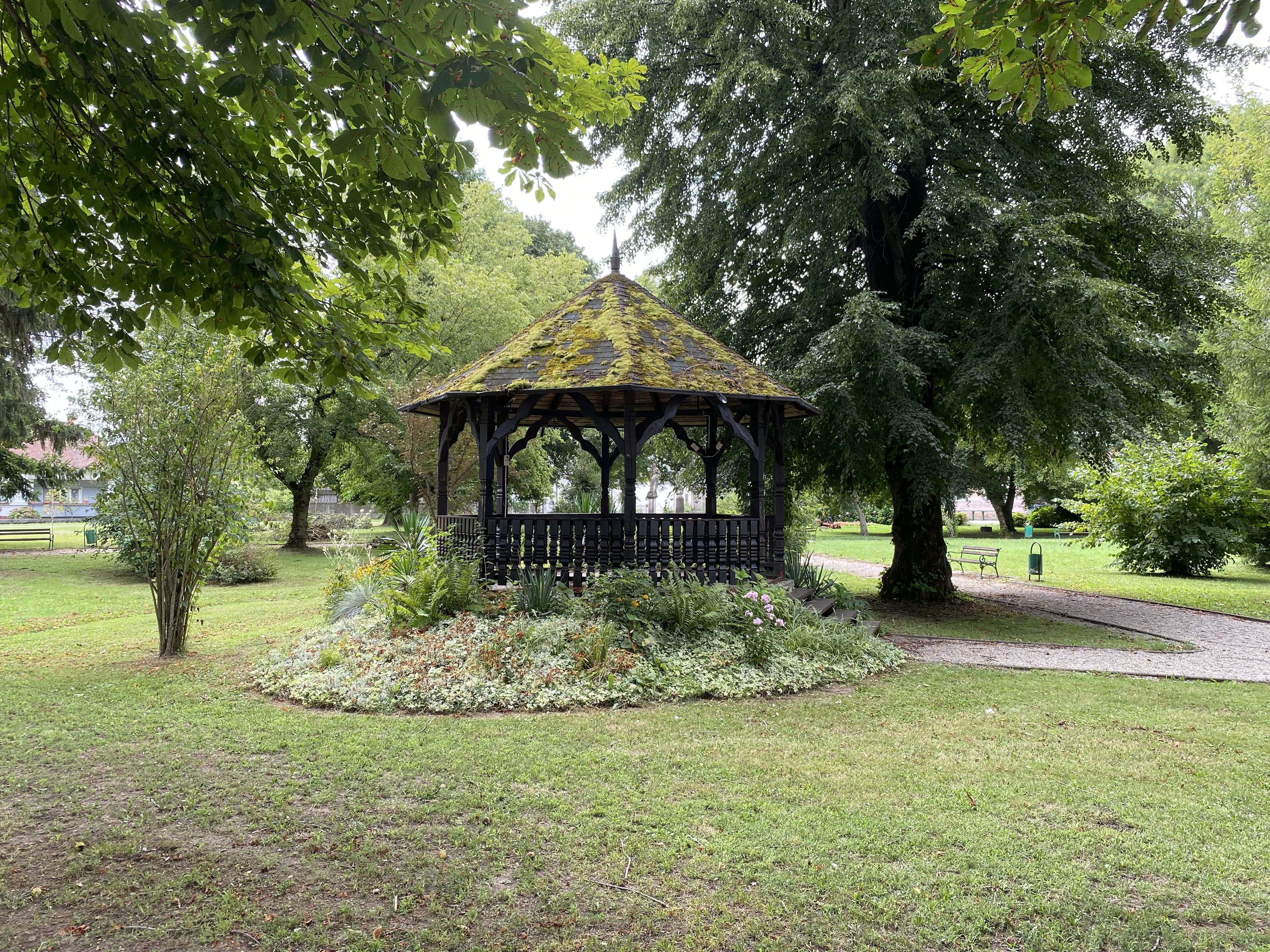
Szentháromság tér
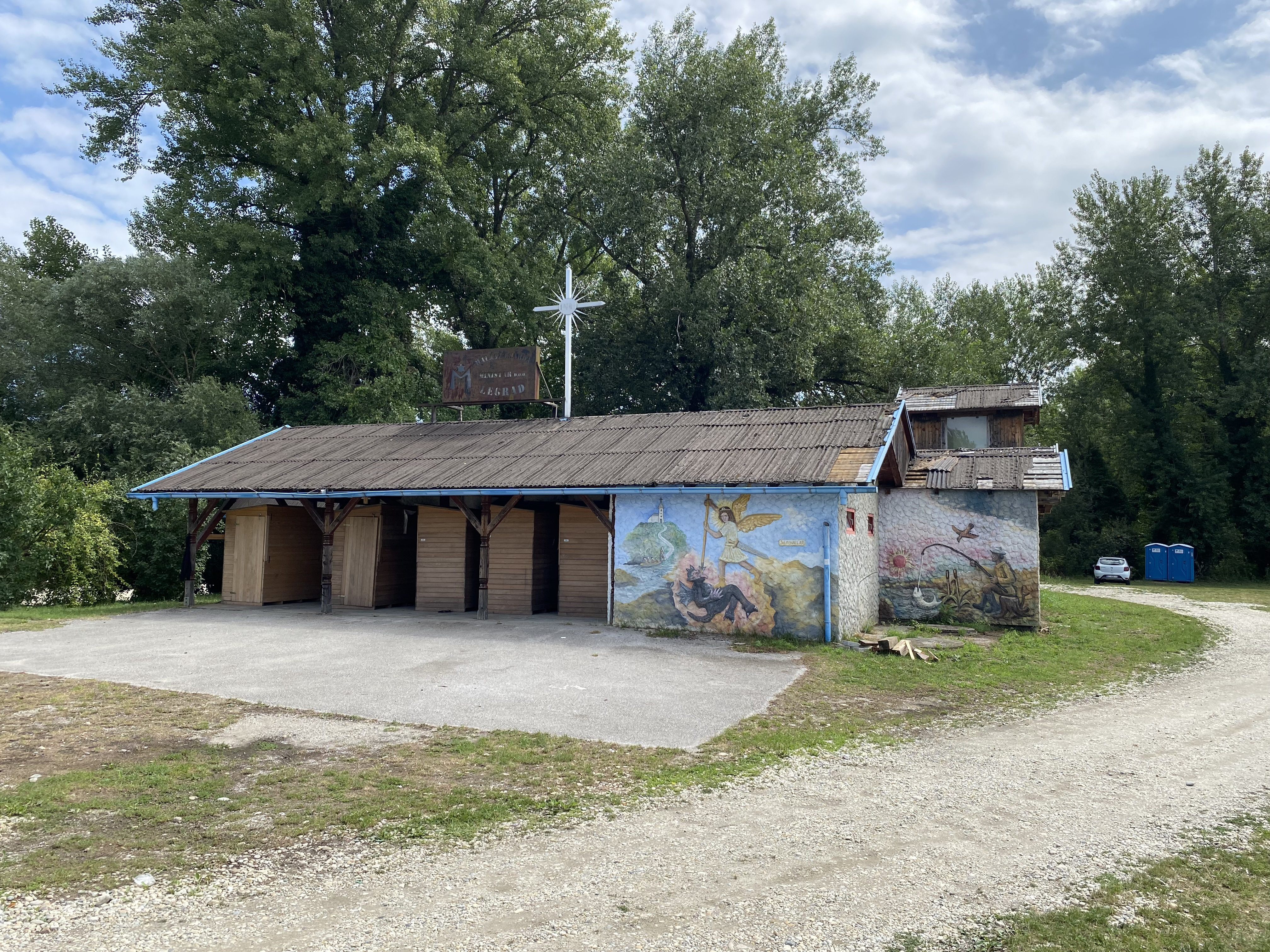
Halászcsárda
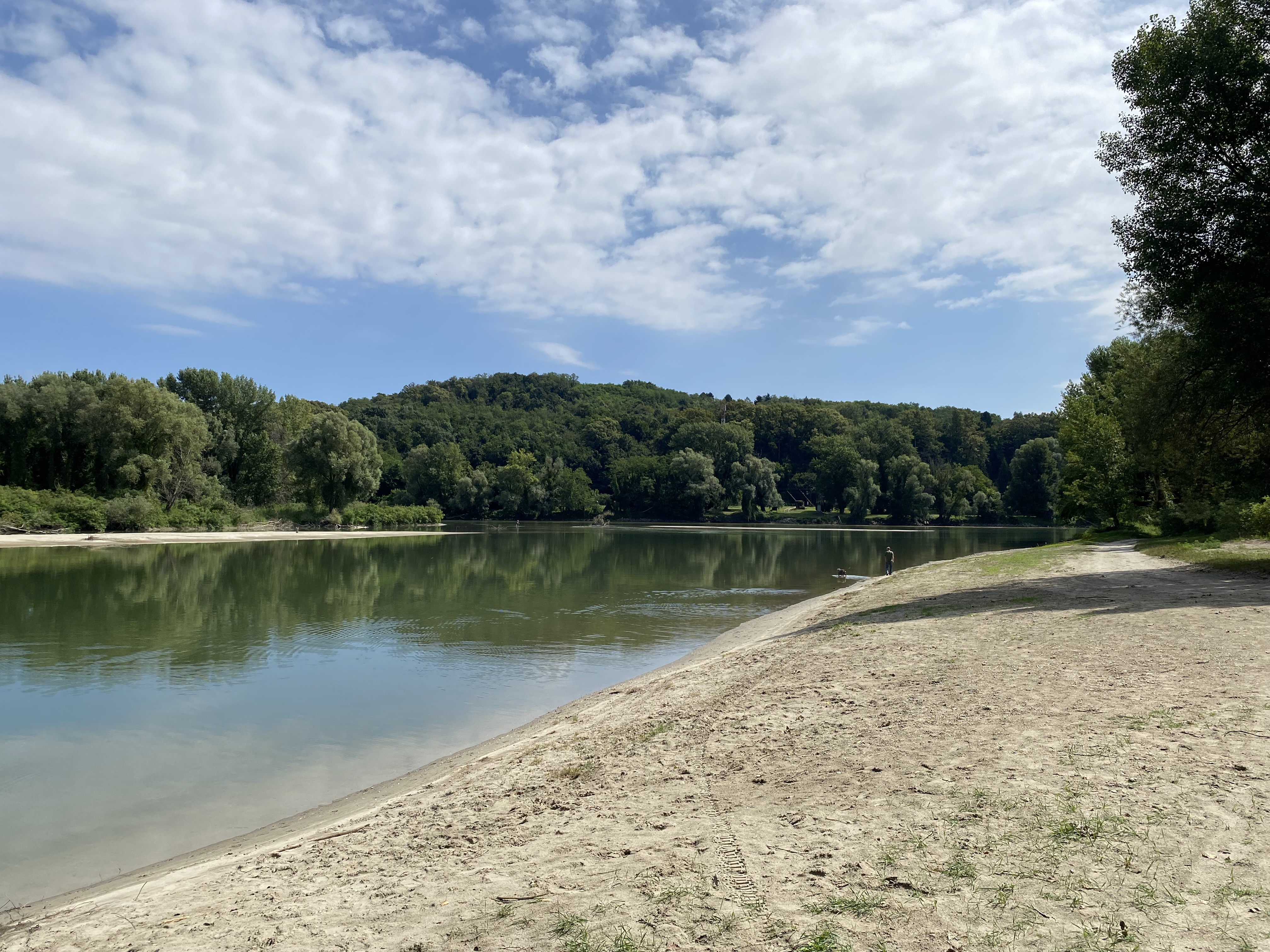
Drávapart háttérben az őrtilosi korábban légrádi vasútállomás sorompói
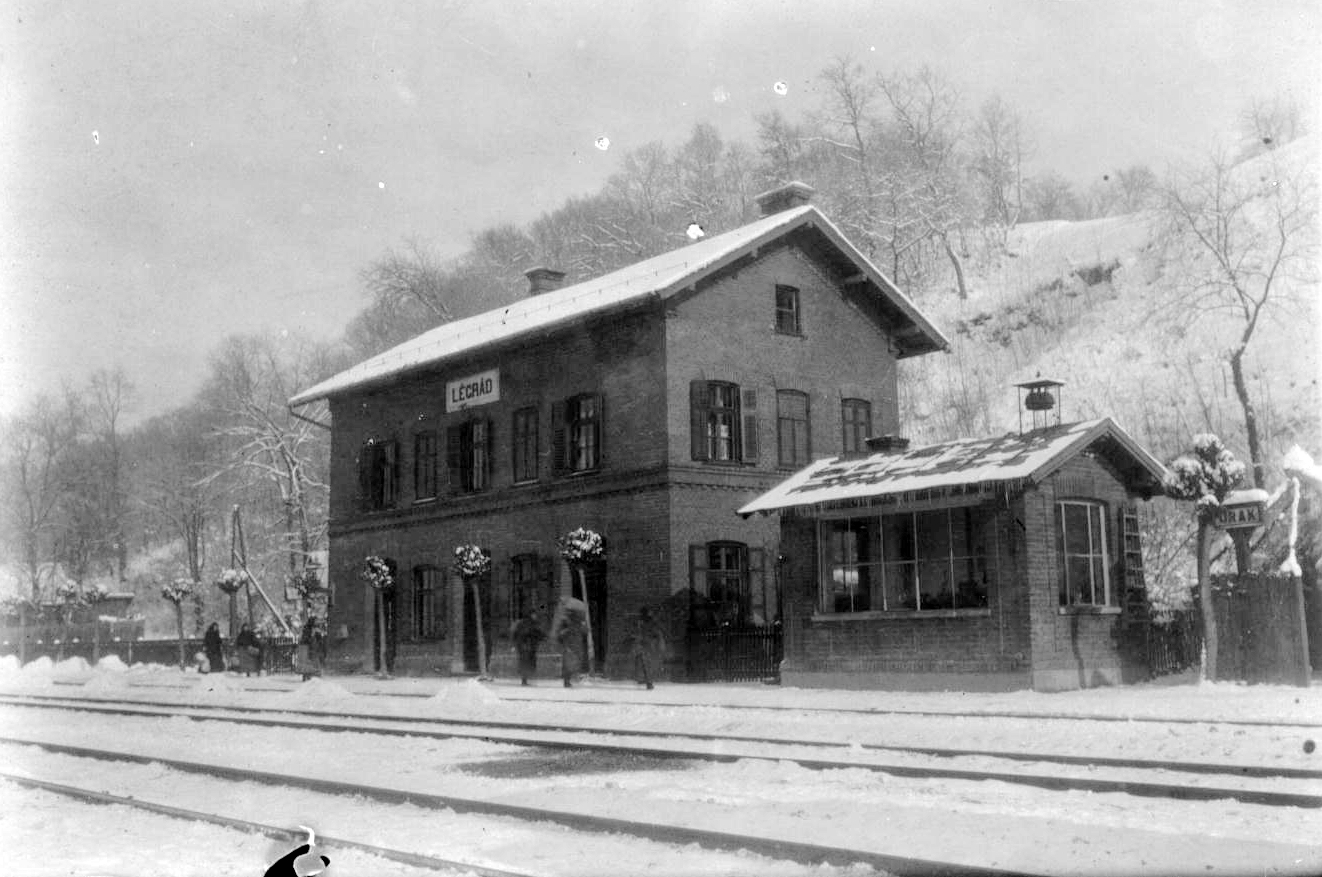
Az egykori légrádi (ma őrtilosi) vasútállomás (Magyarország)
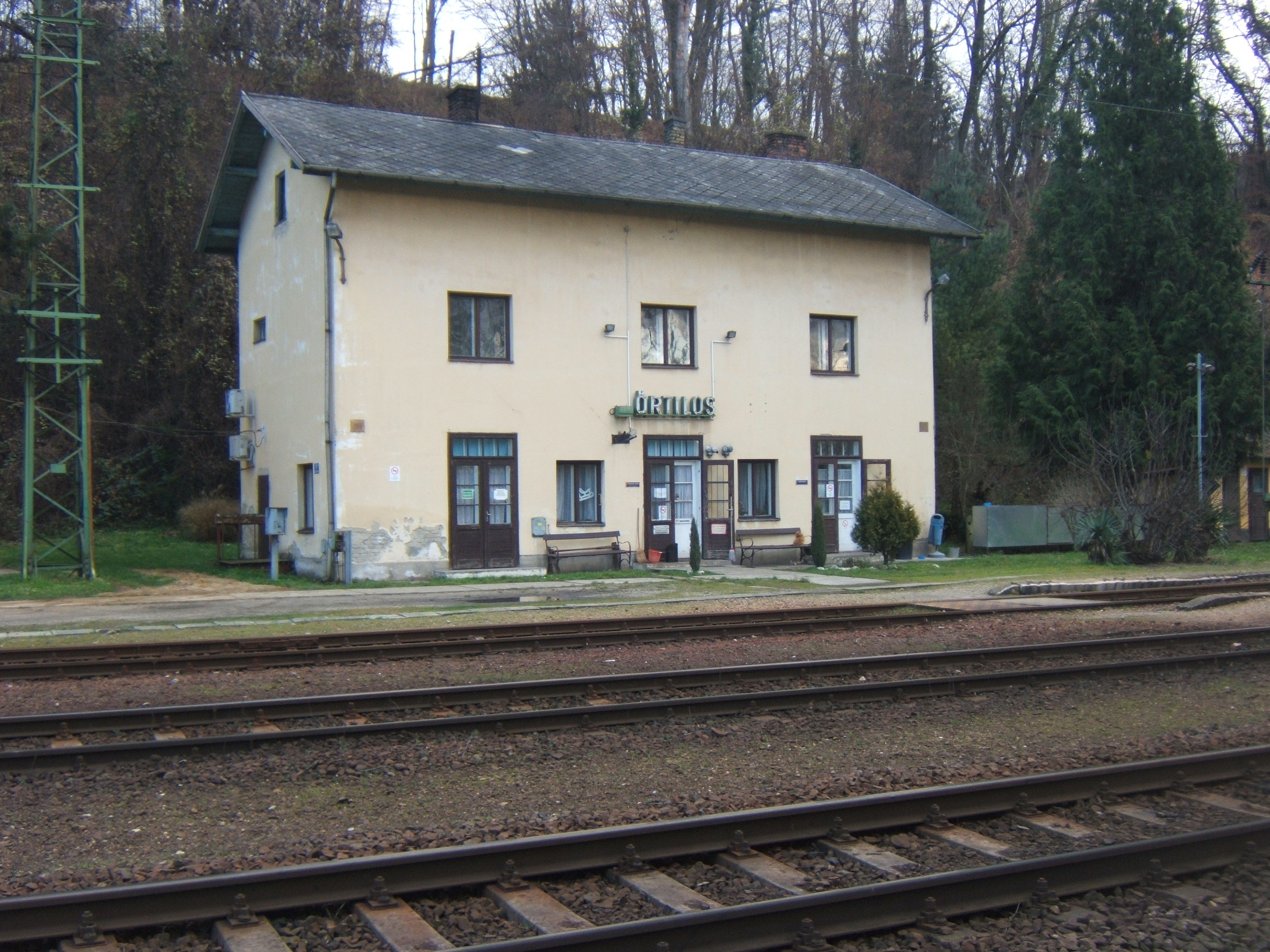
Az őrtilosi (korábban légrádi) vasútállomás napjainkban (Magyarország)